# Primera División (Mexiko) 1985/86
Die Saison 1985/86 der höchsten mexikanischen Fußball-Liga Primera División wurde wegen der im eigenen Land ausgetragenen Fußball-Weltmeisterschaft 1986 auf andere Weise ausgetragen als die sonstigen Spielzeiten in den 1980er Jahren. Sie folgte somit in gewisser Weise dem Beispiel des Torneo México 70, das wegen der ebenfalls in Mexiko ausgetragenen Fußball-Weltmeisterschaft 1970 auch nicht im bis dahin üblichen Modus veranstaltet wurde. Die Saison 1985/86 wurde erstmals im Rahmen einer Apertura und Clausura ausgetragen, der seit der Saison 1996/97 herkömmlichen Form der mexikanischen Fußballmeisterschaft, in dem pro Spielzeit zwei Meister ermittelt werden; ein Meister der Vorrunde und ein Meister der Rückrunde. Während in der regulären Meisterschaft aber alle Mannschaften der Liga in je einem Heim- und Auswärtsspiel der Punktspielrunde gegeneinander antreten, trafen in der Saison 1985/86 nur jene Mannschaften in der Punktspielrunde aufeinander, die derselben Gruppe zugeordnet waren.
Das erste Turnier, das zwischen dem 12. Juli 1985 und dem 6. Oktober 1985 ausgetragen wurde, trug die Bezeichnung Prode 85 und bestand aus vier Gruppen mit jeweils fünf Mannschaften. Demnach trug eine Mannschaft in den Gruppenspielen lediglich acht Begegnungen aus. Das zweite Turnier, das zwischen dem 11. Oktober 1985 und dem 1. März 1986 veranstaltet wurde, trug die Bezeichnung México 86 und bestand aus zwei Gruppen mit jeweils zehn Mannschaften, so dass jede Mannschaft 18 Begegnungen bestritt. Im Anschluss an beide Turniere fanden die Liguillas statt, für die sich jeweils die besten acht Mannschaften (in der Prode 85 jeweils die beiden Bestplatzierten jeder Gruppe und im Torneo México 86 jeweils die vier Bestplatzierten beider Gruppen) für das Viertelfinale der im K.-o.-System ausgetragenen Endrunde qualifizierten. In beiden Turnieren erreichte die Mannschaft des Tampico-Madero FC die Finalspiele, scheiterte aber im ersten Vergleich gegen den Club América und anschließend am CF Monterrey.

## Auf- und Absteiger
Am Ende der Saison 1984/85 stieg der CD Zacatepec in die zweite Liga ab und nahm daher nicht an den Sonderturnieren der Erstligasaison 1985/86 teil. Die Cañeros wurden durch den Aufsteiger der Vorsaison, CD Irapuato, ersetzt. Da es am Ende dieses Sonderturniers keinen Absteiger geben sollte, aber mit den Cobras Querétaro ein Aufsteiger hinzu kam, wurde die folgende Saison 1986/87 mit 21 Mannschaften ausgetragen.

## Prode 85

### Gruppe 1

#### Kreuztabelle
Die Kreuztabelle stellt die Ergebnisse aller Spiele dieser Saison dar. Der Name der Heimmannschaft ist in der linken Spalte, das Logo bzw. ein Kürzel der Gastmannschaft in der oberen Zeile aufgelistet.
| Gruppe 1          | TMFC | Morelia | Toluca | U.N.A.M. | LEON |
| ----------------- | ---- | ------- | ------ | -------- | ---- |
| Tampico-Madero FC |      | 1:2     | 4:1    | 4:1      | 5:0  |
| Atlético Morelia  | 5:2  |         | 0:1    | 3:1      | 4:0  |
| Deportivo Toluca  | 0:1  | 1:0     |        | 2:1      | 2:2  |
| U.N.A.M.          | 3:2  | 2:1     | 3:0    |          | 0:0  |
| Club León         | 0:2  | 2:1     | 1:1    | 3:0      |      |

#### Tabelle
| Pl. | Verein            | Sp. | S | U | N | Tore    | Punkte |
| --- | ----------------- | --- | - | - | - | ------- | ------ |
| 1.  | Tampico-Madero FC | 8   | 5 | 0 | 3 | 021:120 | 10:60  |
| 2.  | Atlético Morelia  | 8   | 4 | 0 | 4 | 016:100 | 08:80  |
| 3.  | Deportivo Toluca  | 8   | 3 | 2 | 3 | 008:120 | 08:80  |
| 4.  | U.N.A.M.          | 8   | 3 | 1 | 4 | 011:150 | 07:90  |
| 5.  | Club León         | 8   | 2 | 3 | 3 | 008:150 | 07:90  |

### Gruppe 2

#### Kreuztabelle
Die Kreuztabelle stellt die Ergebnisse aller Spiele dieser Saison dar. Der Name der Heimmannschaft ist in der linken Spalte, das Logo bzw. ein Kürzel der Gastmannschaft in der oberen Zeile aufgelistet.
| Gruppe 2     | Puebla FC | UDEG | NEZA | Atlas | CF Monterrey |
| ------------ | --------- | ---- | ---- | ----- | ------------ |
| Puebla FC    |           | 3:0  | 3:3  | 1:0   | 5:1          |
| UdeG         | 1:1       |      | 4:1  | 4:3   | 2:0          |
| Coyotes Neza | 1:5       | 1:1  |      | 1:0   | 1:1          |
| Atlas        | 0:1       | 0:0  | 2:1  |       | 4:0          |
| CF Monterrey | 2:2       | 1:1  | 2:3  | 3:2   |              |

#### Tabelle
| Pl. | Verein       | Sp. | S | U | N | Tore    | Punkte |
| --- | ------------ | --- | - | - | - | ------- | ------ |
| 1.  | Puebla FC    | 8   | 5 | 3 | 0 | 021:800 | 13:30  |
| 2.  | UdeG         | 8   | 3 | 4 | 1 | 013:100 | 10:60  |
| 3.  | Coyotes Neza | 8   | 2 | 3 | 3 | 012:180 | 07:90  |
| 4.  | Atlas        | 8   | 2 | 1 | 5 | 011:110 | 05:11  |
| 5.  | CF Monterrey | 8   | 1 | 3 | 4 | 010:200 | 05:11  |

### Gruppe 3

#### Kreuztabelle
Die Kreuztabelle stellt die Ergebnisse aller Spiele dieser Saison dar. Der Name der Heimmannschaft ist in der linken Spalte, das Logo bzw. ein Kürzel der Gastmannschaft in der oberen Zeile aufgelistet.
| Gruppe 3          | Atlante | Cruz Azul | U.A.G. | Necaxa | POTO |
| ----------------- | ------- | --------- | ------ | ------ | ---- |
| Atlante           |         | 0:0       | 3:2    | 3:2    | 2:0  |
| Cruz Azul         | 1:0     |           | 1:0    | 1:0    | 1:1  |
| U.A.G.            | 1:2     | 0:0       |        | 2:0    | 2:0  |
| Necaxa            | 0:0     | 2:1       | 0:0    |        | 0:0  |
| Atlético Potosino | 1:1     | 1:2       | 1:1    | 1:2    |      |

#### Tabelle
| Pl. | Verein            | Sp. | S | U | N | Tore    | Punkte |
| --- | ----------------- | --- | - | - | - | ------- | ------ |
| 1.  | Atlante           | 8   | 4 | 3 | 1 | 011:700 | 11:50  |
| 2.  | Cruz Azul         | 8   | 4 | 3 | 1 | 007:400 | 11:50  |
| 3.  | U.A.G.            | 8   | 2 | 3 | 3 | 008:700 | 07:90  |
| 4.  | Necaxa            | 8   | 2 | 3 | 3 | 006:800 | 07:90  |
| 5.  | Atlético Potosino | 8   | 0 | 4 | 4 | 005:110 | 04:12  |

### Gruppe 4

#### Kreuztabelle
Die Kreuztabelle stellt die Ergebnisse aller Spiele dieser Saison dar. Der Name der Heimmannschaft ist in der linken Spalte, das Logo bzw. ein Kürzel der Gastmannschaft in der oberen Zeile aufgelistet.
| Gruppe 4          | AME | CD Guadalajara | ANG | IRA | UANL |
| ----------------- | --- | -------------- | --- | --- | ---- |
| Club América      |     | 1:0            | 4:1 | 5:1 | 2:1  |
| CD Guadalajara    | 3:1 |                | 2:1 | 0:2 | 2:2  |
| Ángeles de Puebla | 2:2 | 0:0            |     | 2:1 | 2:1  |
| CD Irapuato       | 0:0 | 2:3            | 2:2 |     | 0:0  |
| U.A.N.L.          | 0:2 | 1:2            | 1:3 | 2:0 |      |

#### Tabelle
| Pl. | Verein            | Sp. | S | U | N | Tore    | Punkte |
| --- | ----------------- | --- | - | - | - | ------- | ------ |
| 1.  | Club América      | 8   | 5 | 2 | 1 | 017:800 | 12:40  |
| 2.  | CD Guadalajara    | 8   | 4 | 2 | 2 | 012:100 | 10:60  |
| 3.  | Ángeles de Puebla | 8   | 3 | 3 | 2 | 013:130 | 09:70  |
| 4.  | CD Irapuato       | 8   | 1 | 3 | 4 | 008:140 | 05:11  |
| 5.  | U.A.N.L.          | 8   | 1 | 2 | 5 | 008:130 | 04:12  |

### Liguillas

#### Viertelfinale
|                  | Gesamt |                   | Hinspiel | Rückspiel |
| ---------------- | ------ | ----------------- | -------- | --------- |
| U. de. G.        | 1:3    | Club América      | 0:2      | 1:1       |
| Atlético Morelia | 1:5    | CF Atlante        | 1:2      | 0:3       |
| CD Guadalajara   | 0:1    | Puebla FC         | 0:0      | 0:1       |
| Cruz Azul        | 2:4    | Tampico-Madero FC | 1:2      | 1:2       |

#### Halbfinale
Wegen eines schweren Erdbebens am 19. September 1985 in Mexiko-Stadt, der (damaligen) Heimat der Halbfinalteilnehmer Atlante und América, bei dem mehr als zehntausend Menschen ums Leben kamen, wurde das Halbfinale eine Woche später ausgetragen als ursprünglich geplant.
|                   | Gesamt |              | Hinspiel | Rückspiel |
| ----------------- | ------ | ------------ | -------- | --------- |
| CF Atlante        | 3:5    | Club América | 2:2      | 1:3       |
| Tampico-Madero FC | 5:4    | Puebla FC    | 4:2      | 1:2 n. V. |

#### Finale
Der Tampico-Madero Fútbol Club verspielte einen 4:1-Vorsprung aus dem Hinspiel und verpasste somit den ersten Meistertitel seit der Saison 1952/53, als man noch als Club Deportivo Tampico firmierte. Das meisterschaftsentscheidende Tor zu Gunsten des Club América fiel im Rückspiel in der 119. Minute durch einen von Eduardo Bacas verwandelten Elfmeter.
|                   | Gesamt |              | Hinspiel | Rückspiel |
| ----------------- | ------ | ------------ | -------- | --------- |
| Tampico-Madero FC | 4:5    | Club América | 4:1      | 0:4 n. V. |

## Torjägerliste
| Pos. | Spieler           | Verein            | Tore |
| ---- | ----------------- | ----------------- | ---- |
| 1.   | Sergio Lira       | Tampico-Madero FC | 10   |
| 2.   | Daniel Brailovsky | Club América      | 06   |
| 2.   | Ricardo Peláez    | Club América      | 06   |
| 4.   | José Casellas     | CF Atlante        | 05   |
| 4.   | Mario Díaz Pérez  | Atlético Morelia  | 05   |
| 4.   | Ricardo Márquez   | Atlético Morelia  | 05   |
| 4.   | Paul René Moreno  | Puebla FC         | 05   |

## México 86

### Gruppe 1

#### Kreuztabelle
Die Kreuztabelle stellt die Ergebnisse aller Spiele dieser Saison dar. Der Name der Heimmannschaft ist in der linken Spalte, das Logo bzw. ein Kürzel der Gastmannschaft in der oberen Zeile aufgelistet.
| Gruppe 1          | Puebla FC | AME | Morelia | Atlante | NEZA | UDEG | IRA | POTO | UANL | LEON |
| ----------------- | --------- | --- | ------- | ------- | ---- | ---- | --- | ---- | ---- | ---- |
| Puebla FC         |           | 0:1 | 2:2     | 0:0     | 2:1  | 2:1  | 2:1 | 4:2  | 1:0  | 2:0  |
| Club América      | 1:1       |     | 0:0     | 1:2     | 2:1  | 0:0  | 1:1 | 2:0  | 1:0  | 1:1  |
| Atlético Morelia  | 1:0       | 0:0 |         | 0:0     | 1:0  | 0:0  | 1:1 | 2:1  | 4:1  | 1:0  |
| CF Atlante        | 1:0       | 1:1 | 1:2     |         | 0:2  | 1:0  | 3:1 | 4:1  | 1:0  | 1:0  |
| Coyotes Neza      | 1:1       | 1:1 | 1:1     | 1:1     |      | 4:2  | 0:0 | 2:2  | 0:0  | 5:1  |
| U. de G.          | 1:2       | 2:6 | 0:0     | 0:0     | 2:2  |      | 2:0 | 3:0  | 2:2  | 3:0  |
| CD Irapuato       | 2:2       | 0:0 | 2:1     | 2:1     | 0:1  | 2:2  |     | 1:2  | 3:2  | 1:0  |
| Atlético Potosino | 0:2       | 0:0 | 2:0     | 1:0     | 2:2  | 1:2  | 0:0 |      | 2:0  | 3:1  |
| U.A.N.L.          | 0:0       | 3:3 | 1:1     | 3:2     | 1:0  | 5:1  | 1:1 | 0:0  |      | 0:0  |
| Club León         | 0:1       | 1:0 | 2:1     | 2:1     | 2:0  | 1:2  | 0:0 | 1:3  | 3:0  |      |

#### Tabelle
| Pl. | Verein            | Sp. | S | U  | N  | Tore    | Punkte |
| --- | ----------------- | --- | - | -- | -- | ------- | ------ |
| 1.  | Puebla FC         | 18  | 9 | 6  | 3  | 024:150 | 24:12  |
| 2.  | Club América      | 18  | 5 | 11 | 2  | 021:140 | 21:15  |
| 3.  | Atlético Morelia  | 18  | 6 | 9  | 3  | 018:140 | 21:15  |
| 4.  | CF Atlante        | 18  | 7 | 5  | 6  | 020:170 | 19:17  |
| 5.  | Coyotes Neza      | 18  | 4 | 9  | 5  | 024:210 | 17:19  |
| 6.  | U. de G.          | 18  | 5 | 7  | 6  | 025:280 | 17:19  |
| 7.  | CD Irapuato       | 18  | 4 | 9  | 5  | 018:210 | 17:19  |
| 8.  | Atlético Potosino | 18  | 6 | 5  | 7  | 022:260 | 17:19  |
| 9.  | U.A.N.L.          | 18  | 3 | 8  | 7  | 019:250 | 14:22  |
| 10. | Club León         | 18  | 5 | 3  | 10 | 015:250 | 13:23  |

### Gruppe 2

#### Kreuztabelle
Die Kreuztabelle stellt die Ergebnisse aller Spiele dieser Saison dar. Der Name der Heimmannschaft ist in der linken Spalte, das Logo bzw. ein Kürzel der Gastmannschaft in der oberen Zeile aufgelistet.
| Gruppe 2          | CF Monterrey | TMFC | Cruz Azul | CD Guadalajara | U.A.G. | Atlas | Necaxa | Toluca | U.N.A.M. | ANG |
| ----------------- | ------------ | ---- | --------- | -------------- | ------ | ----- | ------ | ------ | -------- | --- |
| CF Monterrey      |              | 2:1  | 2:0       | 0:0            | 4:1    | 5:3   | 3:1    | 2:0    | 4:1      | 3:1 |
| Tampico-Madero FC | 2:1          |      | 1:2       | 4:2            | 2:0    | 4:2   | 2:2    | 6:0    | 6:0      | 3:1 |
| Cruz Azul         | 3:0          | 1:1  |           | 2:1            | 0:1    | 1:1   | 2:1    | 2:3    | 1:2      | 1:1 |
| CD Guadalajara    | 2:2          | 1:2  | 0:2       |                | 2:0    | 2:2   | 2:0    | 1:1    | 2:2      | 2:0 |
| U.A.G.            | 0:3          | 4:3  | 0:0       | 1:2            |        | 5:0   | 3:2    | 2:0    | 4:3      | 1:0 |
| CF Atlas          | 1:1          | 0:2  | 1:2       | 2:1            | 2:2    |       | 2:1    | 3:1    | 3:2      | 1:1 |
| Necaxa            | 0:4          | 0:1  | 1:1       | 2:2            | 2:1    | 2:1   |        | 0:1    | 1:2      | 1:0 |
| Deportivo Toluca  | 1:4          | 4:2  | 1:2       | 1:1            | 3:0    | 0:3   | 0:1    |        | 1:0      | 0:1 |
| U.N.A.M.          | 1:2          | 2:1  | 0:2       | 1:3            | 1:1    | 2:1   | 0:0    | 2:2    |          | 1:1 |
| Ángeles de Puebla | 0:1          | 1:2  | 1:0       | 1:4            | 0:1    | 1:0   | 0:2    | 0:0    | 4:1      |     |

#### Tabelle
| Pl. | Verein            | Sp. | S  | U | N  | Tore    | Punkte |
| --- | ----------------- | --- | -- | - | -- | ------- | ------ |
| 1.  | CF Monterrey      | 18  | 13 | 3 | 2  | 043:180 | 29:70  |
| 2.  | Tampico-Madero FC | 18  | 11 | 2 | 5  | 045:250 | 24:12  |
| 3.  | Cruz Azul         | 18  | 8  | 5 | 5  | 024:180 | 21:15  |
| 4.  | CD Guadalajara    | 18  | 6  | 7 | 5  | 030:250 | 19:17  |
| 5.  | U.A.G.            | 18  | 8  | 3 | 7  | 027:290 | 19:17  |
| 6.  | CF Atlas          | 18  | 5  | 5 | 8  | 028:350 | 15:21  |
| 7.  | Necaxa            | 18  | 5  | 4 | 9  | 019:270 | 14:22  |
| 8.  | Deportivo Toluca  | 18  | 5  | 4 | 9  | 019:320 | 14:22  |
| 9.  | U.N.A.M.          | 18  | 4  | 5 | 9  | 023:390 | 13:23  |
| 10. | Ángeles de Puebla | 18  | 4  | 4 | 10 | 014:240 | 12:24  |

### Liguillas

#### Viertelfinale
Wie bereits im Viertelfinale der Prode 85 kommt es erneut zur Begegnung zwischen Guadalajara und Puebla. Während Guadalajara im ersten Versuch in einem torarmen Vergleich (0:1) scheiterte, setzte Chivas sich diesmal in einem torreichen Vergleich (4:3) durch.
|                  | Gesamt |                   | Hinspiel | Rückspiel |
| ---------------- | ------ | ----------------- | -------- | --------- |
| CF Atlante       | 0:6    | CF Monterrey      | 0:0      | 0:6       |
| Atlético Morelia | 2:4    | Tampico-Madero FC | 2:2      | 0:2       |
| Cruz Azul        | 0:2    | Club América      | 0:1      | 0:1       |
| CD Guadalajara   | 4:3    | Puebla FC         | 3:2      | 1:1       |

#### Halbfinale
Dem Tampico-Madero FC gelingt die Revanche für die Finalniederlage in der Prode 85 gegen den Club América.
|                | Gesamt |                   | Hinspiel | Rückspiel |
| -------------- | ------ | ----------------- | -------- | --------- |
| CD Guadalajara | 0:2    | CF Monterrey      | 0:1      | 0:1       |
| Club América   | 4:6    | Tampico-Madero FC | 3:2      | 0:4       |

#### Finale
Der Tampico-Madero FC unterliegt erneut in der Verlängerung des Finalrückspiels. Das entscheidende Tor erzielte diesmal Francisco Javier Cruz durch ein Feldtor in der 93. Minute.
|                   | Gesamt |              | Hinspiel | Rückspiel |
| ----------------- | ------ | ------------ | -------- | --------- |
| Tampico-Madero FC | 2:3    | CF Monterrey | 2:1      | 0:2 n. V. |

## Torjägerliste
| Pos. | Spieler               | Verein            | Tore |
| ---- | --------------------- | ----------------- | ---- |
| 1.   | Francisco Javier Cruz | CF Monterrey      | 14   |
| 1.   | Sergio Lira           | Tampico-Madero FC | 14   |
| 3.   | Mario de Souza Mota   | CF Monterrey      | 10   |
| 4.   | José Casellas         | CF Atlante        | 08   |
| 4.   | Reynaldo Güeldini     | CF Monterrey      | 08   |
| 4.   | José Luis Leyva       | CD Coyotes Neza   | 08   |